# Michael Ausserwinkler
Michael Ausserwinkler (* 15. Jänner 1957 in Klagenfurt, auch Auwi genannt) ist ein österreichischer Mediziner und ehemaliger Politiker. Von April 1992 bis März 1994 war er Bundesminister für Gesundheit, Sport und Konsumentenschutz der Republik Österreich.

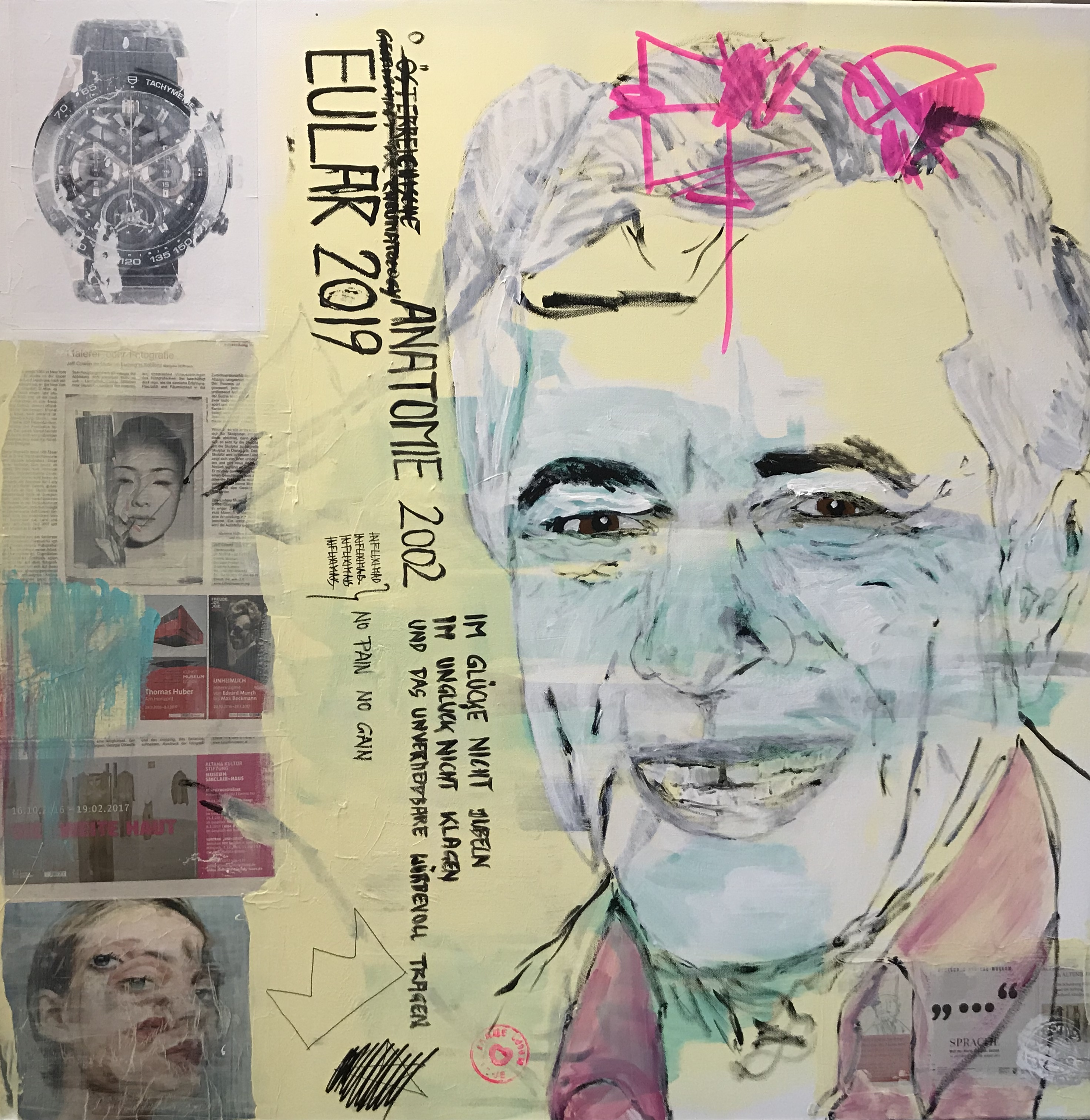
Michael Ausserwinkler – porträtiert von Eva Ornella

## Leben
Der promovierte Mediziner Michael Ausserwinkler, Sohn des früheren Klagenfurter Bürgermeisters und späteren Kärntner Landesrates Hans Ausserwinkler, wurde 1990 Klubobmann der SPÖ-Fraktion der Stadt Klagenfurt. Bei den Bürgermeister-Wahlen in Klagenfurt unterlag er Leopold Guggenberger in der Stichwahl vom 24. März 1991 mit 47,3 % der Stimmen. Vom 3. April 1992 bis 17. März 1994 war er Bundesminister für Gesundheit, Sport und Konsumentenschutz im Kabinett Vranitzky III. Bekannt wurde vor allem sein gescheiterter Versuch, ein umfassendes Rauchverbot in der Gastronomie durchzusetzen. Von 1994 bis 1999 war er Landesparteiobmann der Kärntner SPÖ sowie Landeshauptmannstellvertreter. Nachdem die SPÖ in den Landtagswahlen 1999 mit ihm als Spitzenkandidaten auf den zweiten Platz zurückgefallen war, zog er sich aus der Politik zurück.
Ausserwinkler ist als Facharzt für Innere Medizin mit Spezialgebiet Rheuma-Erkrankungen in Villach tätig. Zudem ist er Leiter der Außenstelle Althofen des Ludwig Boltzmann Institutes für Rheumatologie und Balneologie.

## Auszeichnungen
- 2017: Kärntner Landesorden in Silber[3]
- 2011 wurde er vom österreichischen Bundespräsidenten durch die Verleihung des Berufstitels Professor ausgezeichnet.[4]